# コダマセントラルステーション
コダマセントラルステーション（KODAMA CENTRAL STATION）は日本のバンドである。

## 概要
2003年コダマックスのソロプロジェクトとしてスタートし、2005年10月9日から現在のバンド体制となる。2007年ビクターエンタテインメントよりメジャー・デビュー。
バンド名の由来は、リスペクトするグラハム・セントラル・ステーションから取り、自らを歌謡ファンクと位置づけている。
2009年から長期間の事実上活動休止中だったが、2021年8月26日ネオ東京池袋手刀ドーム「12年越しのおかえり、ごはんにする？お風呂にする？それとも♥️」にて活動再開。

## メンバー
- コダマックス（4月26日 - ）ボーカル
  - 秋田県出身。ヴィジュアル系バンドKneuklid Romanceの元メンバー。
- 松島正一（5月15日 - ）ギター
  - 2011年からSister MAYO with カラテブラボー、
  - 2014年7月からSeRafiL（セラフィル）のメンバーとして活動中。
- 藤倉隆弘（10月23日 - ）トランペット
- MAK@BOO（6月15日 - ）サクソフォーン

## 旧メンバー
- 津澤崇（3月26日 - ）ベース
  - 2008年11月脱退。2009年夏ごろからはTHE TRIPLE Xのメンバーとしても活動。

## ディスコグラフィー

### 自主制作
- 無重力楽園

1. 無重力楽園
2. Kiss

- PARTY

1. Party
2. 月ノナイ夜
3. 星のカクテル
4. 世界にたったひとつだけ
5. Feel fxxk more!
6. 本能のバカ

- マボロシファンタジー

1. マボロシファンタジー
2. キミのいないパーティー

### シングル
- I am super star（2007年5月23日）

1. I am super star
2. B専門
3. 本能のバカ

- Feel Funk More（2007年10月24日）

1. Feel Funk More
2. ヤングウーマン
3. FIRE FLY

- LET'S FUNK（2022年5月23日）

1. LET'S FUNK
2. 星の数ほどあるラブソング

- Oh My Cash...（2023年8月25日）

1. Oh My Cash...
2. BEAUTIFUL MOMENT

### アルバム
- 三番目のセニョリータ（2005年6月25日）

1. コダマセントラルステーションのテーマ
2. 無重力楽園（フル）
3. MR.boogie
4. 虹
5. コンクリート
6. してしてして
7. コダマセントラルステーションのテーマパートII
8. 世界にたったひとつだけ
9. 三番目の女（フル）
10. マボロシファンタジー
11. Vampire's clap
12. コダマセントラルステーションのテーマパートIII

- Funk You!（2008年3月5日）

1. モンスター
2. Feel Funk More
3. 星のカクテル
4. Vampire
5. 愛してMAX
6. Mrs.Junko
7. Party
8. カイラクゼーション
9. あの日
10. I am super star

- FUNK STAR（2008年11月5日）

1. Saturday Night Dreamers
2. Sexy sTar
3. 幸せに暮らしているのかい?
4. マッハGO GO GO
5. Party(アコースティック ver)
6. Keep Distance
7. 愛してる
8. Revolution
9. ヤングウーマン
10. 創聖のアクエリオン
11. 雪國
12. 世界にたったひとつだけ
13. あの日(コダマックス ver)

## タイアップ一覧
| 使用年 | 曲名            | タイアップ                                       | 収録作品        |
| ------ | --------------- | ------------------------------------------------ | --------------- |
| 2007年 | I am super star | 毎日放送『ランキンの楽園』エンディングテーマ     | I am super star |
| 2007年 | ヤングウーマン  | 毎日放送『麒麟の部屋』8月度エンディングテーマ    | Feel Funk More  |
| 2007年 | FIRE FLY        | 毎日放送『mm-TV』9月度エンディングテーマ         | Feel Funk More  |
| 2007年 | Feel Funk More  | TBS系『むちゃぶり!』10～12月度エンディングテーマ | Feel Funk More  |
| 2008年 | Sexy sTar       | TBS系『アナCAN』11月度エンディングテーマ         | FUNKSTAR        |
| 2008年 | Sexy sTar       | BS-i『iしたい』11月度オープニングテーマ          | FUNKSTAR        |

### ヘビーローテーション/パワープレイ

#### テレビ
| 放送年 | 曲名    | ヘビーローテーション/パワープレイ                   | 収録作品  |
| ------ | ------- | --------------------------------------------------- | --------- |
| 2008年 | Vampire | 日本テレビ系「音楽戦士 MUSIC FIGHTER」3月POWER PLAY | Funk You! |

## 楽曲提供
- TOKIO
  - 「Get Your Dream」（2006年6月21日・通常盤）
    - M-2 『Parasitic Plants』 作詞・作曲：コダマックス

  - 「キマジメ」
- タッキー&翼「Two You Four You」（2006年11月15日）
  - M-1 『ラブラッキー☆』 編曲：コダマックス
- KAT-TUN 「Lovin'U」 作詞・作曲・編曲：kodamax
- 関ジャニ∞
  - 「渇いた花」作詞・作曲・編曲：コダマックス
  - 「マイナス100度の恋」作詞・作曲：コダマックス（2009年12月24日）